# Tú o nadie
Tú o nadie es una telenovela mexicana producida por Ernesto Alonso para Televisa en 1985 y transmitida por El Canal de las Estrellas, con una historia original de María Zarattini. 
Protagonizada por Lucía Méndez y Andrés García, con las participaciones antagónicas de Salvador Pineda, Úrsula Prats, Liliana Abud y Arsenio Campos.

## Argumento
Antonio Lombardo vive en una lujosa y enorme casa en Acapulco con Victoria, su madrastra, a quien quiere como una verdadera madre; Camila, hermana de Antonio, quien acaba de casarse con Claudio, y además Maximiliano, hijo del primer matrimonio de Victoria, quien oculta una personalidad envidiosa y manipuladora tras una apariencia de una buena persona.
Después de la muerte de su padre, Antonio se ha hecho cargo exitosamente de sus negocios y su fortuna. Celoso de su éxito, Maximiliano hace planes para arrebatarle todo a su hermanastro. Para ello, primero enamora a Raquel Samaniego, una bondadosa muchacha de clase media, haciéndose pasar por el propio Antonio. Raquel, que no sabe ni sospecha absolutamente nada, se casa con el supuesto Antonio; inmediatamente después de la boda, este se marcha supuestamente de viaje y ella promete esperarlo. Mientras tanto, Maximiliano coloca una trampa en la avioneta de Antonio, que sufre un accidente pero milagrosamente sobrevive. 
Victoria y Camila encuentran el acta de matrimonio de Raquel y Antonio y piensan que se casaron en secreto, pero cuando se enteran de la muerte de Antonio deciden avisar a la joven. Raquel, desconsolada, viaja a la mansión Lombardo; allí descubre toda la verdad, pero Maximiliano la obliga a callar y ser su cómplice con la amenaza de acusarla de contubernio.
Todo se complica cuando Antonio es encontrado con vida, pero también con amnesia parcial, lo que le provoca lagunas de memoria. Antonio no reconoce a Raquel, pues nunca la ha visto, pero esta se ve obligada a mentir y fingir que es su esposa por órdenes de Maximiliano. Antonio acaba descubriendo la verdad, pero decide seguirle la corriente a Raquel para después echarla de su casa y de su vida; sin embargo, entre los dos termina surgiendo el amor, por lo cual deberán luchar contra múltiples intrigas que intentan separarlos.

## Reparto
- Lucía Méndez - Raquel Samaniego Silva
- Andrés García - Antonio Lombardo
- Salvador Pineda - Maximiliano Albéniz
- Úrsula Prats - Maura Valtierra Cortázar / Laura Zavala Cortés
- Luz María Jerez - Martha Samaniego
- Magda Guzmán - Victoria Vda. de Lombardo
- Liliana Abud - Camila Lombardo
- Miguel Manzano - Daniel Samaniego
- Arsenio Campos - Claudio
- Miguel Ángel Negrete - Pablo
- Fabio Ramírez - Óscar
- Ignacio Rubiell - Ezequiel
- Guillermo Zarur - Ramón
- Tony Bravo - Luis
- Roberto Antúnez - Chucho
- María Marcela - Carla
- Antonio Valencia - Rodrigo
- Gastón Tuset - Andrés
- Paola Morelli - Alejandra
- Fernando Sáenz - Gato
- Julieta Egurrola - Mercedes "Meche"
- Abraham Méndez - Gabriel
- Luis Xavier - Humberto
- Jacarandá Alfaro - Pamela
- Rebeca Silva - Julia
- Alejandro Ruiz - Felipe Acuña
- María Regina - Lissette
- Cecilia Gabriela - María José

## Equipo de producción
- Original y adaptación de: María Zarattini
- Tema musical: Corazón de piedra
- Intérprete: Lucía Méndez
- Tema musical: Don corazón
- Intérprete: Lucía Méndez
- Temas y música de fondo: Honorio Herrero
- Escenografía: Isabel Cházaro
- Ambientación: Ariel Bianco
- Iluminación: Sergio Treviño
- Editora: Liza Gómez Jasso
- Coordinadora de producción: Guadalupe Cuevas
- Dirección de cámaras: Carlos Sánchez Zúñiga
- Dirección de escena: José Rendón
- Productor: Ernesto Alonso

## Temas musicales
En 1985, casi simultáneamente al estreno de la telenovela, Lucía Méndez lanzó al mercado el disco que llevó por nombre Solo una mujer en el que se incluían los temas Corazón de piedra y Don corazón, mismos que fueron parte de la banda sonora de la telenovela, ese mismo año Lucía recibiría una nominación al Grammy americano por el mismo álbum.

## Protagonista original
Al inicio del proceso de producción Ernesto Alonso decidió ofrecerle el papel de Antonio a José Luis Rodríguez, "el Puma" quien en ese entonces gozaba de una gran popularidad debido a varios protagónicos en Venezuela; el cantante firmó contrato con Televisa y se presentó a foros, sin embargo al inicio de las grabaciones y habiéndose terminado la filmación del capítulo 11, "el Puma" ya no llegó y abandonó la producción porque supuestamente estaba en desacuerdo con la historia, entonces Andrés García ocupó el papel y a Rodríguez le costaría una demanda por incumplimiento y ruptura de contrato, además del veto de Televisa y posibles proyectos futuros en la misma.

## Premios y nominaciones

### Premios TVyNovelas 1986
| Categoría                  | Nominado(a)     | Resultado |
| -------------------------- | --------------- | --------- |
| Mejor telenovela           | Ernesto Alonso  | Nominado  |
| Mejor actriz protagónica   | Lucía Méndez    | Nominada  |
| Mejor actor protagónico    | Andrés García   | Nominado  |
| Mejor villana              | Úrsula Prats    | Nominada  |
| Mejor villano              | Salvador Pineda | Nominado  |
| Mejor primera actriz       | Magda Guzmán    | Ganadora  |
| Mejor actriz joven         | Luz María Jerez | Ganadora  |
| Mejor actriz joven         | Liliana Abud    | Nominada  |
| Mejor revelación masculina | Luis Xavier     | Nominado  |
| Mejor dirección de escena  | José Rendón     | Ganador   |
| Mejor escritora            | María Zarattini | Nominada  |
| Mejor debutante femenina   | Paola Morelli   | Nominada  |

## Versiones
- Televisa realizó en el año 1995 una versión de esta telenovela de la mano del productor José Alberto Castro titulada Acapulco, cuerpo y alma, dirigida por Aurora Molina y Juan Carlos Muñoz y protagonizada por Patricia Manterola y Saúl Lisazo.
- El mismo año el productor Carlos Sotomayor realizó una versión en inglés coproducida por Televisa y Fox Television titulada Acapulco bay, dirigida por Tom Sizemore y protagonizada por Raquel Gardner y Jason Adams.
- En 2009 Carla Estrada produjo la más reciente versión llamada Sortilegio, protagonizada por Jacqueline Bracamontes y William Levy..